# 莉萨·翁鲁
莉萨·翁鲁（德語：Lisa Unruh，1988年4月12日—）生于柏林，是一名德国女子射箭运动员，所属俱乐部是BSC BB-Berlin。翁鲁在接触射箭前曾主攻游泳，然而她的成绩并不突出，到了小学六年级时，她在教练的建议下开始接触射箭。2006年，她参加了希腊雅典举办的欧洲射箭锦标赛，实现了个人的国际赛事首秀。